# Vuelta Ciclista a Chiloé
La Vuelta Ciclista a Chiloé (it. Giro del Chiloé) è una corsa a tappe maschile di ciclismo su strada che si disputa in Cile, nella Provincia di Chiloé, ogni marzo. Creata nel 2016, è stata subito inserita nel calendario del circuito continentale UCI America Tour come gara di classe 2.2. L'edizione del 2020 venne annullata a causa della Pandemia di COVID-19 del 2019-2021.

## Albo d'oro
Aggiornato all'edizione 2020.
| Anno | Vincitore                                                  | Secondo                                                    | Terzo                                                      |
| ---- | ---------------------------------------------------------- | ---------------------------------------------------------- | ---------------------------------------------------------- |
| 2016 | Germán Bustamante                                          | Sebastián Reyes                                            | Martín Westermeyer                                         |
| 2017 | José Luis Rodríguez                                        | Antonio Cabrera                                            | Edison Bravo                                               |
| 2018 | Matías Arriagada                                           | Gastón Javier                                              | Adrián Alvarado                                            |
| 2019 | Óscar Sevilla                                              | Pablo Alarcón                                              | Fabio Duarte                                               |
| 2020 | annullata a causa della Pandemia di COVID-19 del 2019-2021 | annullata a causa della Pandemia di COVID-19 del 2019-2021 | annullata a causa della Pandemia di COVID-19 del 2019-2021 |